# Bâtiment de l'Institut de sismologie
Le bâtiment de l'Institut de sismologie (en serbe cyrillique : Зграда Сеизмолошког завода ; en serbe latin : Zgrada Seizmološkog zavoda) est situé à Belgrade, la capitale de la Serbie, dans la partie urbaine de la municipalité de Palilula. Construit entre 1908 et 1939, il est inscrit sur la liste des biens culturels de la Ville de Belgrade.

## Présentation
Le bâtiment, situé dans le parc de Tašmajdan, a été conçu par l'architecte Momir Korunović. La première pierre a été posée le 10 septembre 1908 et ce premier ensemble a été construit en 1909 par la société belgradoise de Stevan Hibner. Les travaux ont repris en 1912 d'après des plans de Đura Bajalović et l'édifice a reçu son apparence actuelle à la suite de modifications apportées en 1926 et 1939.
À l'origine, le bâtiment a été conçu comme un pavillon très simple, en briques, avec un seul étage et des façades sans décoration. Les modifications ultérieures lui ont conféré une allure néoromantique, avec des arcs aveugles au-dessus des fenêtres et, surtout, une corniche crénelée couronnant l'édifice.
Le bâtiment est la première réalisation de Momir Korunović, l'un des fondateurs du style serbo-byzantin moderne et considéré comme l'un des architectes serbes les plus importants du XXe siècle. Historiquement, il est le plus ancien édifice public construit dans le quartier de Tašmajdan et constitue aujourd'hui l'un des lieux « phares » de ce quartier-parc.
Il abrite l'Institut de sismologie de la République de Serbie.